# Likskäret
Altappen et Likskär étaient deux îles situées de l’archipel de Luleå en Suède qui se sont jointes en raison du rebond post-glaciaire pour devenir une seule île nommée Likskäret.
Likskäret est aussi une réserve naturelle ,,.

## Présentation

### Altappen et Likskär
Altappen et Likskär étaient deux îles situées au nord-ouest de la baie de Botnie, dans l'archipel de Luleå, qui se sont jointes en conséquence du rebond post-glaciaire pour devenir la seule île de Likskäret.
Altappen abritait autrefois une grande scierie, 
La partie nord de Likskäret est Altappen, l'une des plus grandes scieries du comté de Norrbotten. Cependant, un incendie dévastateur en 1908 détruisit la scierie, les moulins et les maisons, qui ne furent jamais reconstruites. Le seul bâtiment qui a survécu est le Byggmästarvillan..

### Likskäret
Likskäret est située du côté nord-est de l'île de Sandön dans le Sandöfjord. 
Likskäret était auparavant reliée à Sandön, mais le chenal menant à Luleå ayant été creusé, Likskäret est redevenue une île. 
Likskäret se trouve au sud-est de Luleå, à environ 1 kilomètre du village de pêcheurs continental de Lövskär. En hiver, on peut y accéder par une route de glace. 
Quelques fermes ont été construites à la fin du XIXème siècle, mais ce n'est que dans les années 1940 que le développement de maisons de vacances a commencé. La plupart des premiers chalets sont désormais des résidences permanentes.